# 天公爐
天公爐指用於插置香火、象徵祭拜玉皇上帝的專用香爐。「天公」即民間對玉皇大帝之稱呼，由於其為神明界地位最高者，故臺灣民間天公信仰多不塑神像，而改以天公爐代表。

## 造型與材質
在臺灣，以造型而言，天公爐多見三足圓鼎，但亦有方形者。爐身則以雙龍搶珠為大宗，左右輔以呼應之升龍或降龍爐耳紋。材質方面，早期多為石爐或鐵爐。如今，日治時期前大型的金屬爐是相當罕見，多已被融鑄再利用。1970年後，才以銅爐最為常見，如彰化南瑤宮與鹿港龍山寺的銅質天公爐。

## 種類

彰化南瑤宮的天公爐。

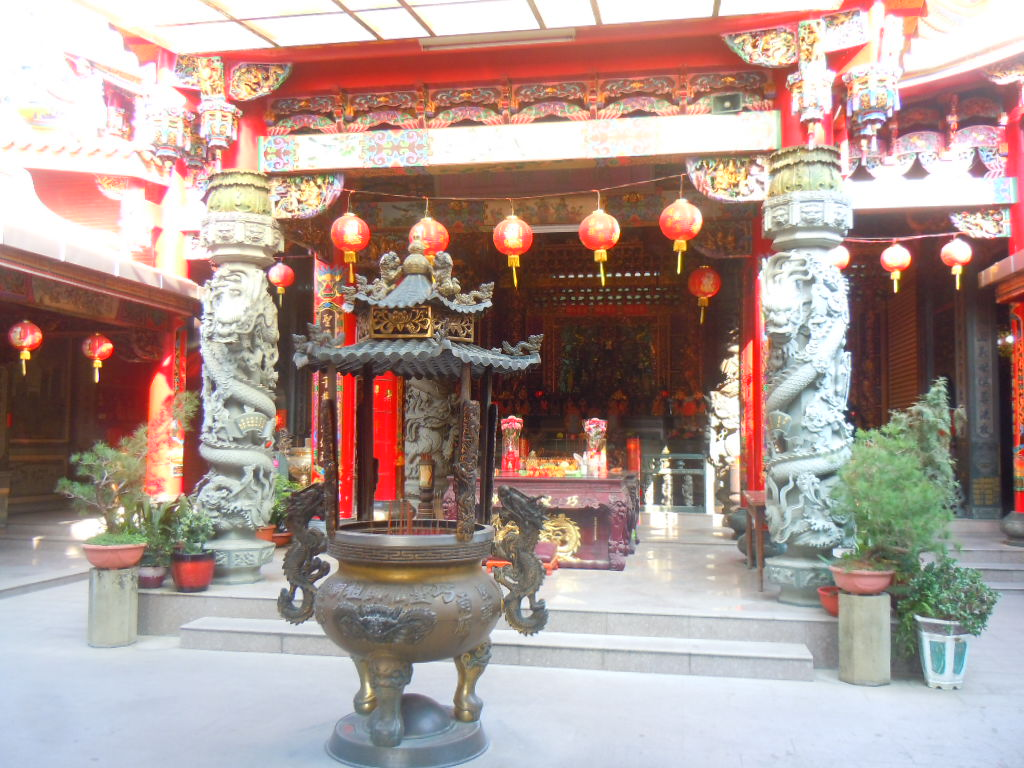
東勢巧聖仙師祖廟的天公爐。

天公爐的形式，多會由於各地方與場所的差異，而有所不同，其通常即依照風俗來進行調整。

### 家庭
閩南裔臺灣人，將天公爐懸掛於公廳樑的中間位置，並以四條鏈條懸掛著，喻其掌管天地四方、四御、四季氣侯等。此外，由於漳州移民認為，古時僅有君王授權或有敕額的寺廟才允許祭天，故部分閩南裔臺灣人便改以三條鏈條懸掛，象徵請掌管天、地、水三界的三官大帝為代表，遙拜玉皇大帝，又稱之為「三界爐」或「三界公爐」等。學者指出，在傳統的三合院中的正廳所懸吊的天公爐，通常祖籍為漳州府者，其天公爐為三個環耳；祖籍為泉州府者，其天公爐為四個環耳。
客家裔臺灣人的天公爐又稱牆面佛、拜天空、天公塔等。採露天陳設，多將香爐設置於大門左邊內側或牆柱凹槽內等，並以紅紙寫上「玉皇大帝神位」或「天官賜福香位」的字樣。另說客家人亦稱天公爐為「太陽公」或「太陽神」，並以此暗喻「反清復明」。「太陽公」是民間黑話，指崇禎皇帝，由於客家先民以中原士族自居，認為清朝滿人為異族，故將天公爐置於室外，藉供奉太陽神之名，表態奉明朝為漢族正統。

馬祖人如果家中供奉神明、祖先，會在門前供上祭祀天公的香爐，位置係在走出門口的左手邊，即是住宅大門的龍邊（龍邊為大）。傳統民宅的天公爐材質有石製或水泥製成吉祥的圖案，有的造型也能反映出屋主的職業，如魚型香爐代表漁民、書卷型代表公教人員等；一般常用的是將乾淨鐵罐包上紅紙釘在大門龍邊，或是用剪紙花裝飾。祭拜神明（或祖先）之前，點香要先拜天公，再依序向神明（或祖先）上香。

此外，一般家庭以家神祭拜為主，故不在家中設置「四足的落地式天公爐」。民間傳說，若在家中設置此天公爐，便是成立宮壇，恐招孤魂野鬼入內伸冤。

### 寺廟
廟宇內設置之天公爐可依建築的不同而改變位置及規格大小，如設於天井、廟外的拜亭前等處，但其設置仍有幾個共通點：
- 設置的天公爐必須見天。
- 爐有三足，象徵寅、午、戌的三合，即天地人之三合。
- 三足的擺設方法大多為雙腳朝內，另單腳向外[1]。